# Col de la Crouzette
Le col de la Crouzette, s'élevant à 1 244 m mais parfois indiqué à 1 241 ou 1 245 m, est un col routier des Pyrénées dans le département de l'Ariège, au sud la commune de Biert, à la limite avec Rivèrenert, sur la route des cimes entre Saint-Girons et Foix.

## Toponymie
Crouzette signifie « petite croix », une appellation en lien avec le croisement au col de trois voies venant du nord (Rimont ou Rivèrenert), du sud (Biert) et de l'est (Barguillière et Foix).

## Accès
Le col se situe au sommet de la route départementale 18b, reliant en 20,5 km de route de montagne Biert (vallée de l'Arac) à Rimont (vallée du Baup). Depuis l'ouest, l'itinéraire est au départ de la vallée du Salat puis Rivèrenert par la D 33, puis la D 18b. L'accès vers Foix et autres destinations consiste à emprunter la D72, démarrant à la Crouzette, vers les cols de Portel et de Péguère.

## Topographie

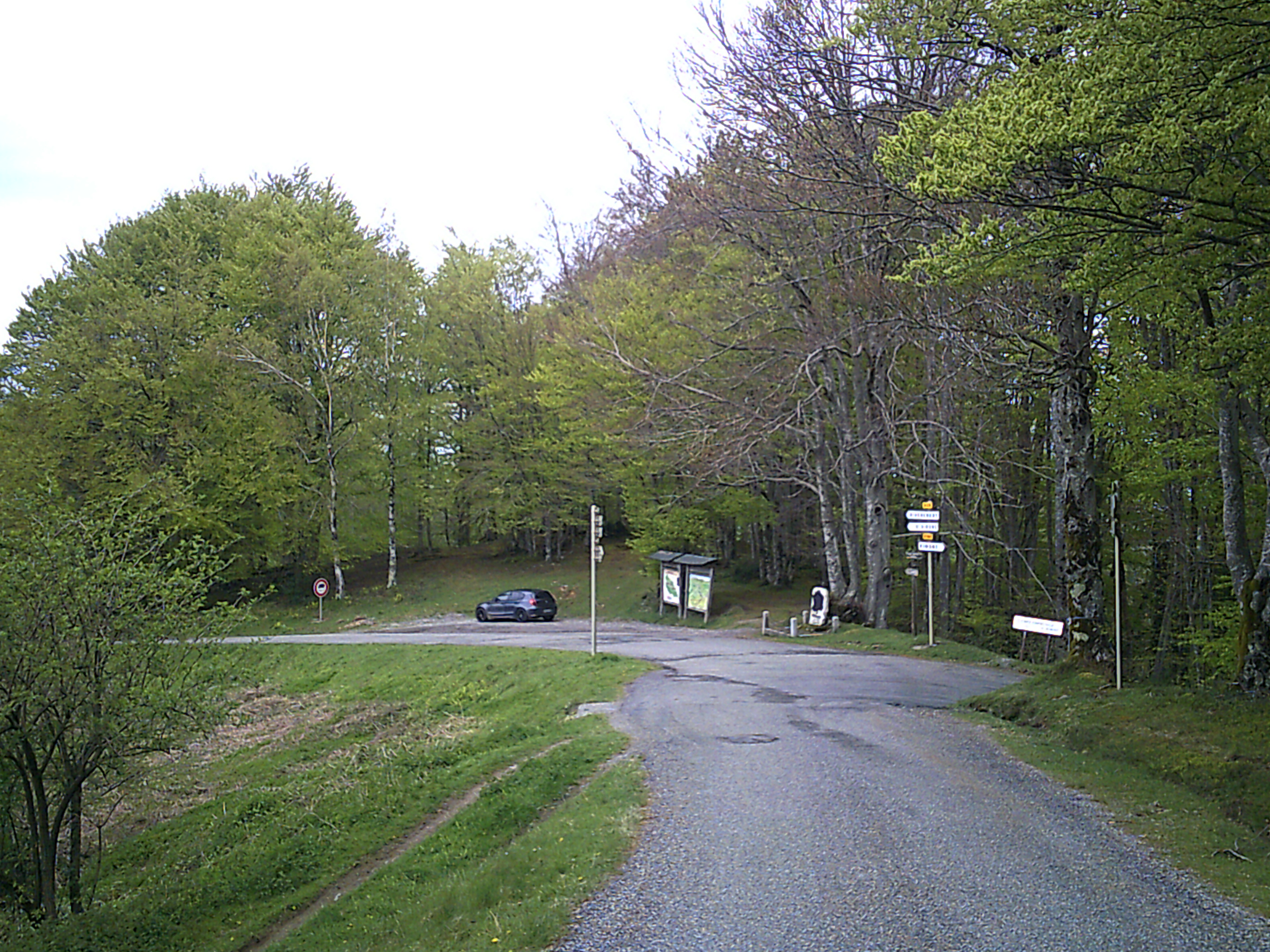
Le carrefour entre les routes D33 (provenant de Riverenert) et 18B (provenant de Rimont) à 2,8 km avant le col de la Crouzette, où se situe une stèle en l'honneur de maquisards.

Quel que soit le versant grimpé, il s'agit de routes plutôt étroites et boisées.
La montée depuis Biert (vallée de l'Arac) est longue de 8,4 km avec un dénivelé de 658 m et une pente moyenne de 7,8 %. Elle commence à l'église (586 m) au centre du village et entre dans le vif du sujet sitôt le cimetière dépassé. Le pourcentage moyen est peu significatif car on peut la découper en trois parties distinctes. Cela débute par des pourcentages à près de 7 % sur environ 3 km avant un net aplanissement. La route qui circule dans les bois croise plusieurs chemins menant à des granges isolées, la ferme équestre de l'Ubac notamment. Mais sitôt un pont (847 m) au-dessus du ruisseau d'Ornas franchi, la route se cabre de plus en plus violemment sur une section finale de 3,6 km à près de 11 % qui comprend des passages jusqu'à 15 %. Seuls les quatre cent derniers mètres permettent de se relâcher après avoir passé la dernière épingle. Cette ascension en grande partie sous le couvert forestier se termine par des champs de fougères et un paysage plus découvert dans l'ultime kilomètre, à l'image de ce qu'on peut observer sur le final d'un autre col ariégeois, le col de Port. La pente très raide rend le début de la descente vers Biert vertigineux.

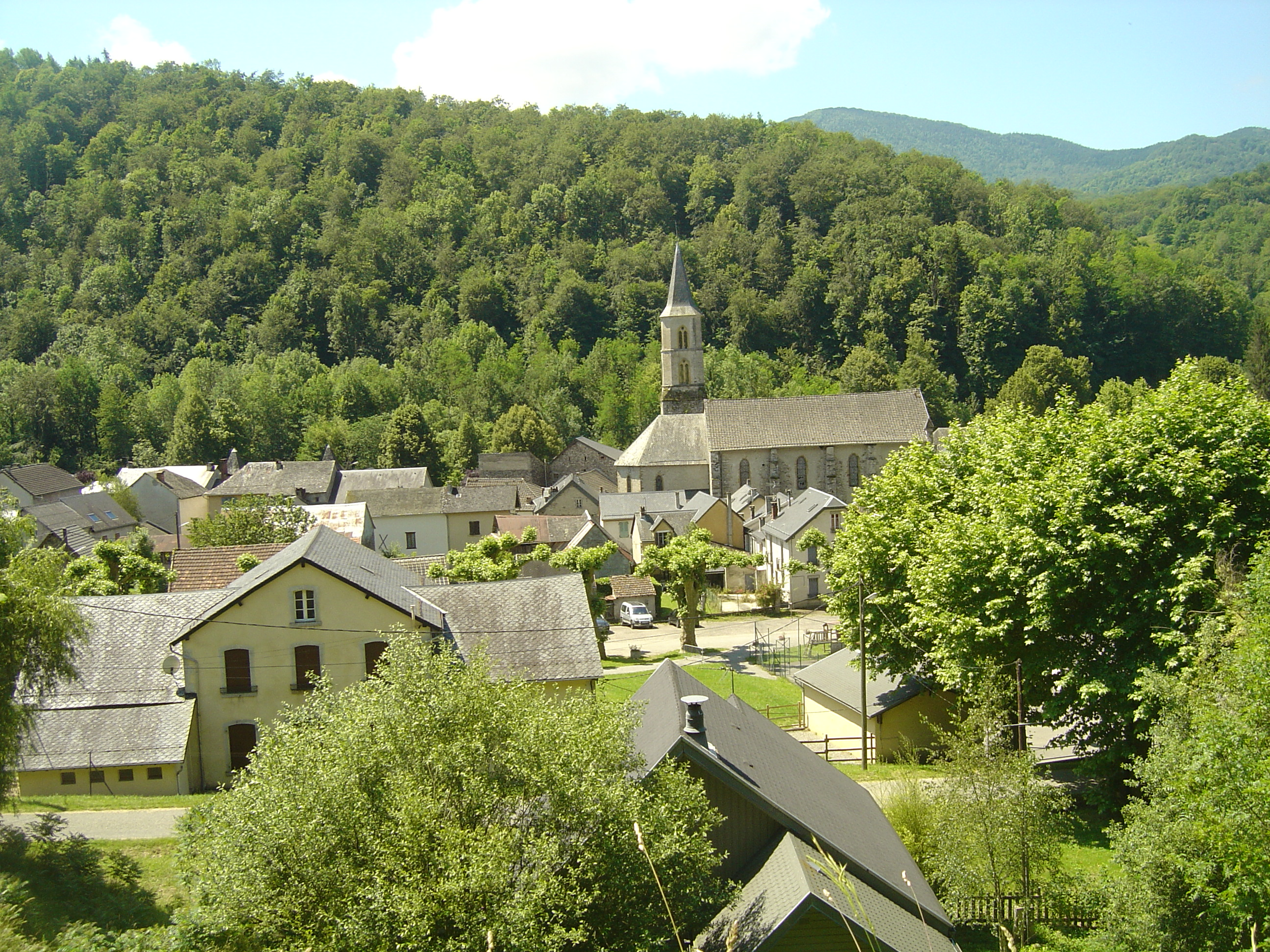
Vue sur le village de Biert après seulement quelques hectomètres d'ascension.
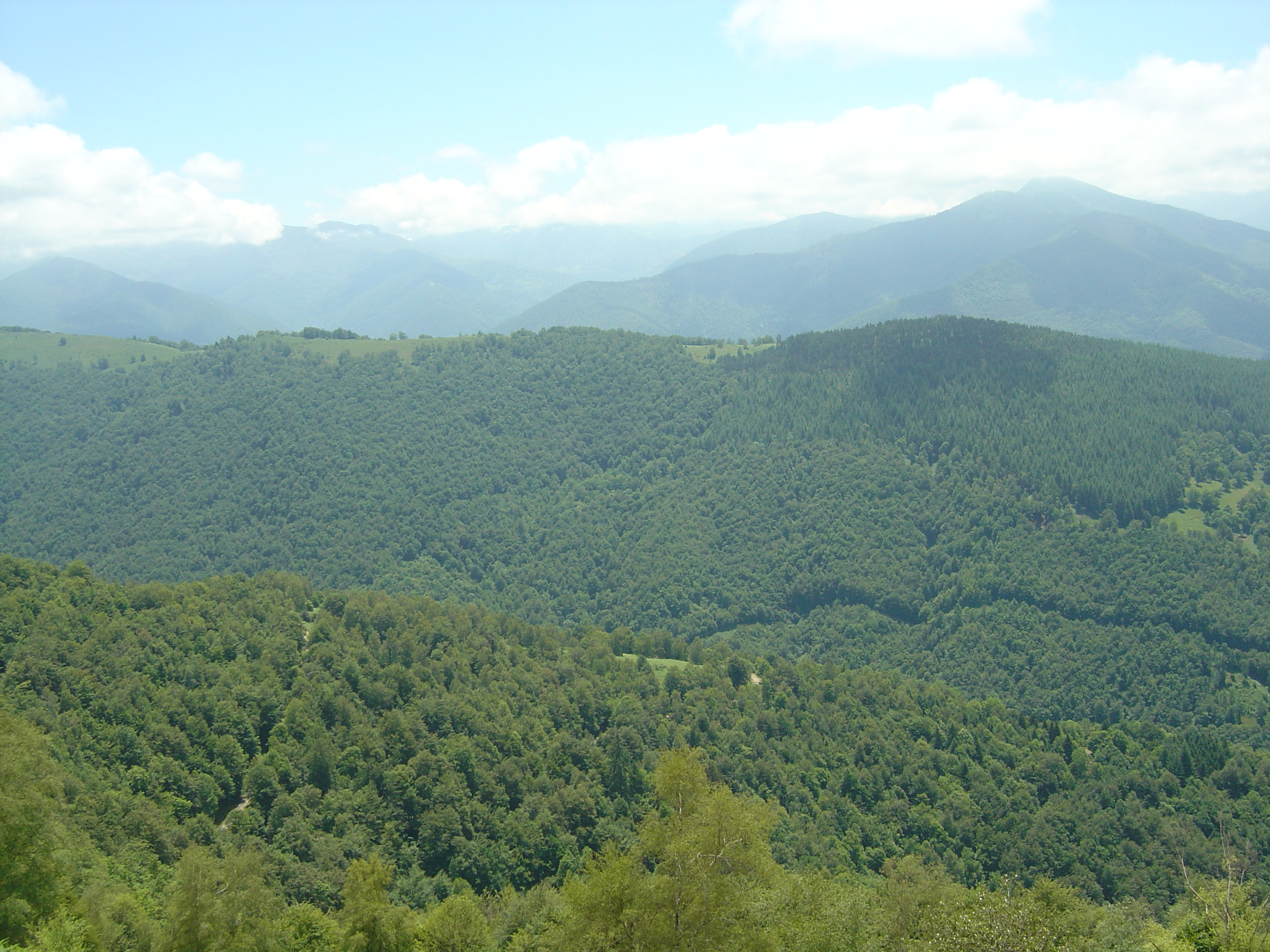
Plus bas à gauche un tronçon raide de ce versant.
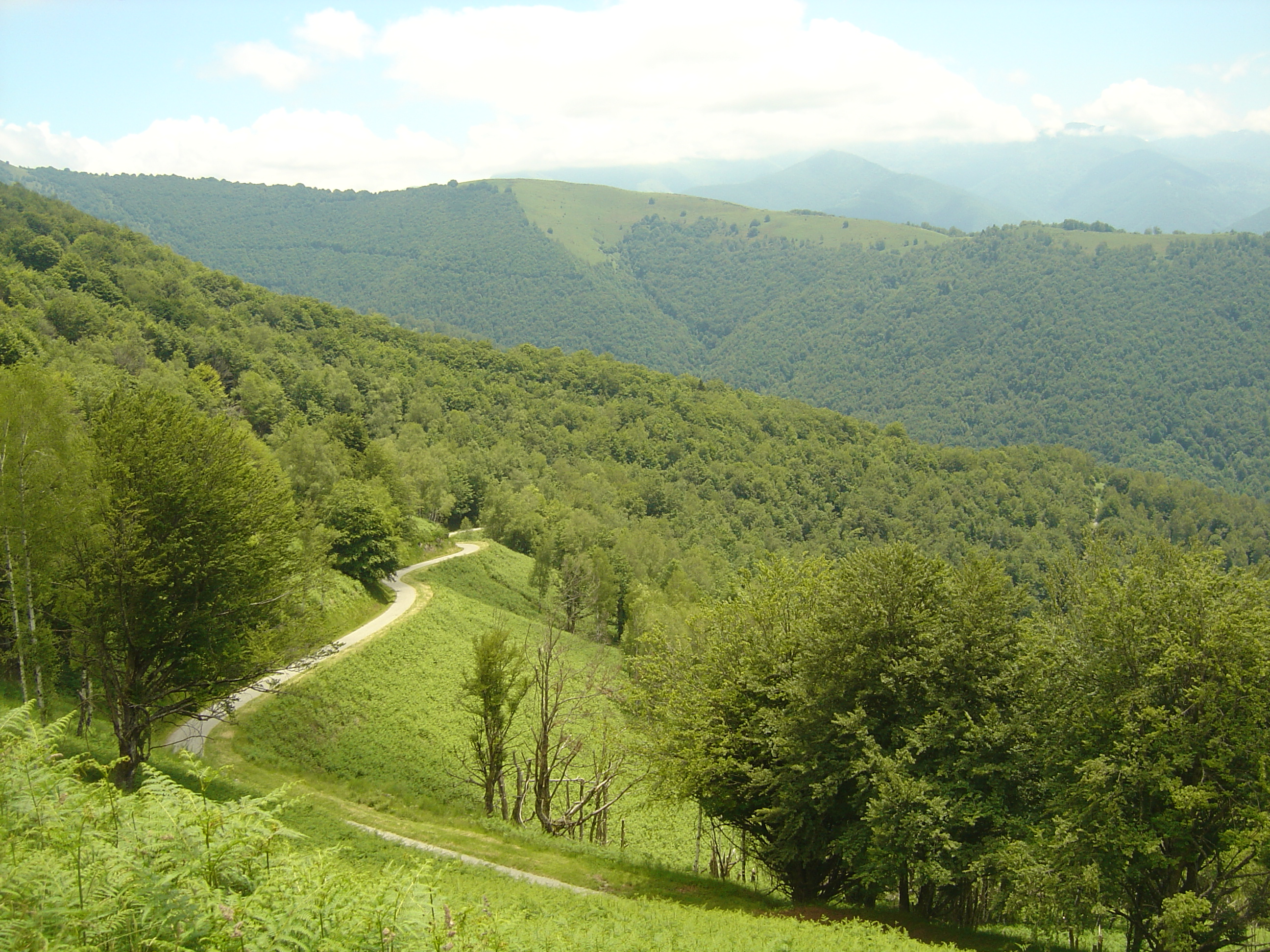
Vue sur la route dans le dernier kilomètre à découvert, avec des champs de fougères. Plus loin au centre-gauche La Ruère et ses prairies (1 326 m)[4].
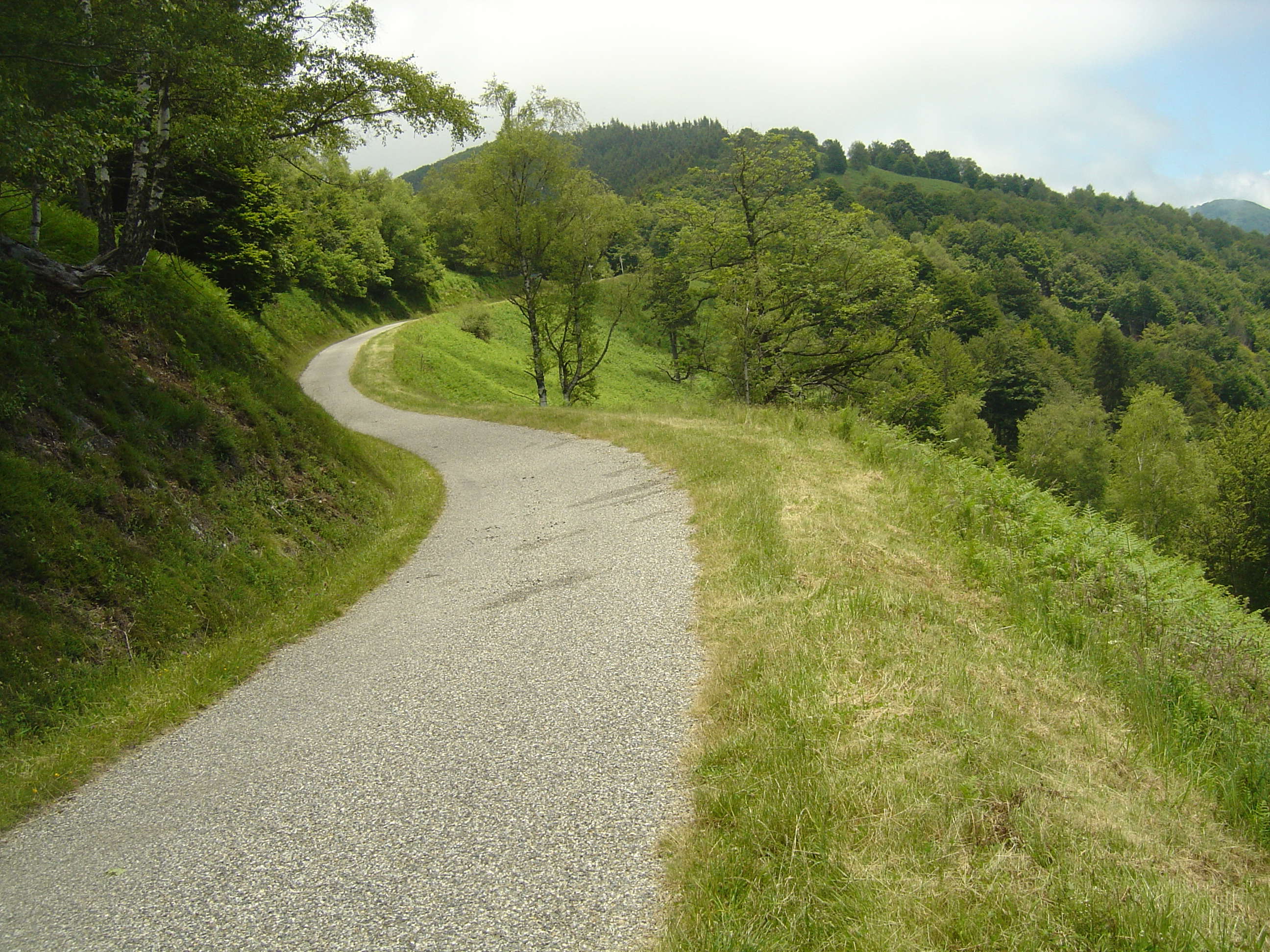
Les derniers hectomètres de l'ascension, après la dernière épingle. La route, comme souvent, est étroite.

La montée par le versant nord depuis Rimont  (vallée du Baup) est longue de 11,3 km avec un dénivelé de 727 m et une pente moyenne de 6,4 %. Elle démarre au croisement (517 m) des routes RD 117 et RD 18b. Cependant le pourcentage moyen est adouci par la première section de 3,4 km de faux-plat jusqu’au pont (550 m) au-dessus du ruisseau de la Maille. La suite est en effet bien plus difficile avec des pourcentages réguliers de 8 % et plus avec des passages jusqu'à 11 %, et ce sur près de huit kilomètres. La route boisée pour l'essentiel permet d'atténuer la chaleur l'été. Ce versant permet à des cyclistes collectionneurs de cols d'en empocher deux autres au passage : le col de Vigne (636 m) puis le col de Rille (938 m). À 2,8 km de l'arrivée au col, la RD 18b croise la RD 33 provenant de Rivèrenert.  C'est ici que figure une stèle en hommage aux résistants français et espagnols de ce maquis durant l'occupation.

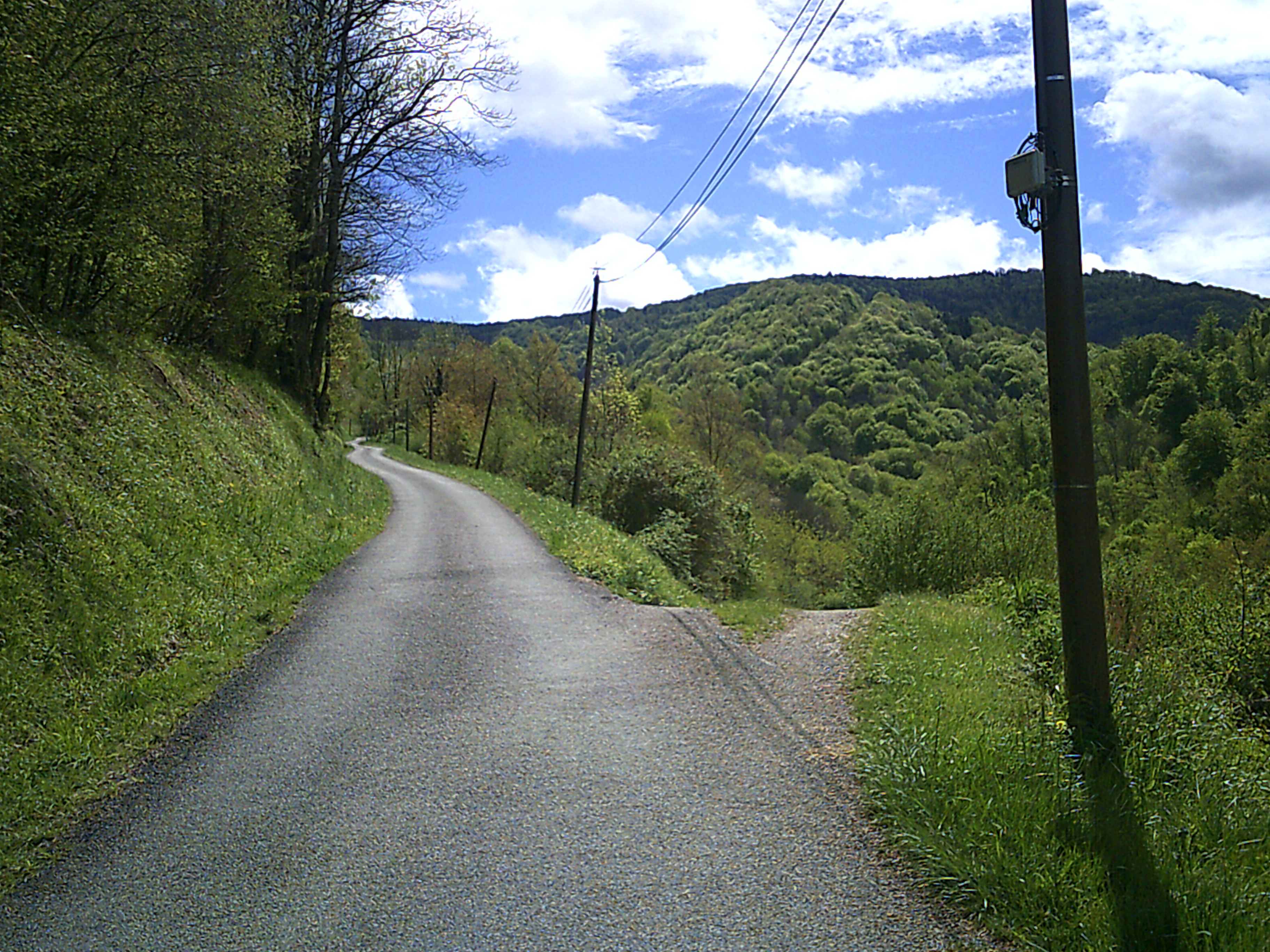
Route rectiligne et déclarée à plus de 9 % juste après l'ancien moulin de l'Estanque.
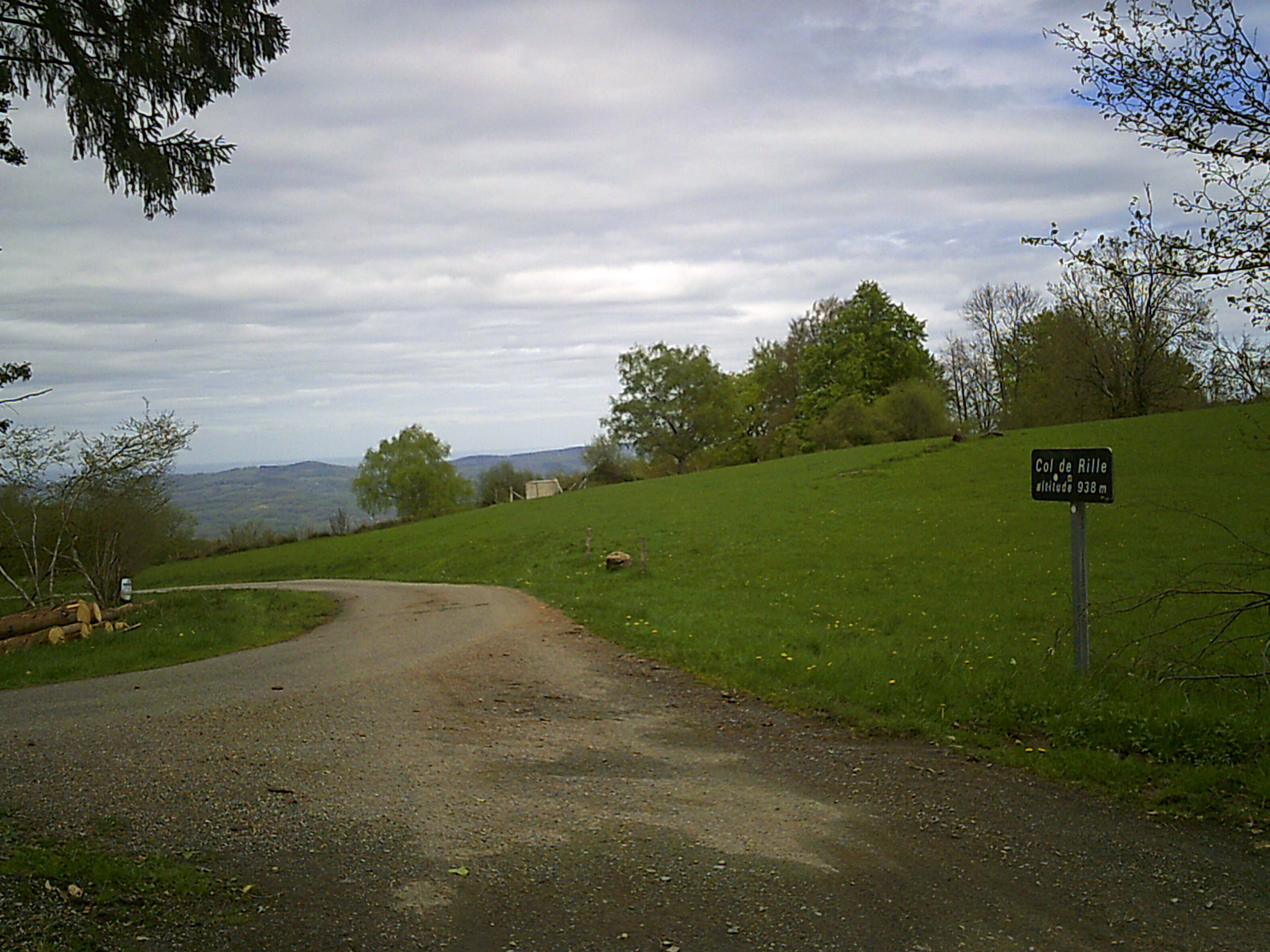
Le col de Rille (938 m), un col intermédiaire avant le col de la Crouzette.
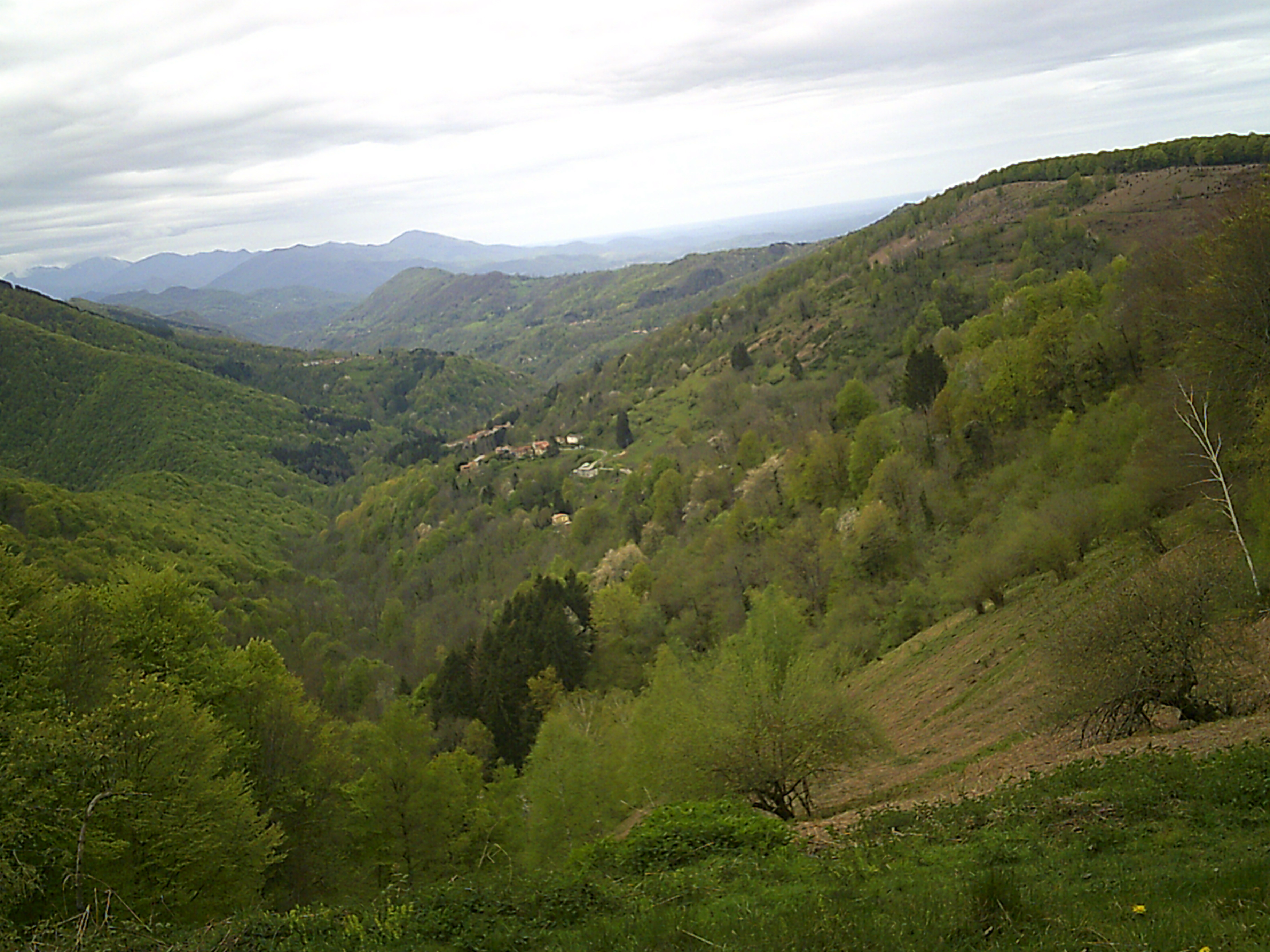
Au carrefour entre les routes D33 (provenant de Riverenert) et 18B (provenant de Rimont), vue sur des hameaux visibles plus bas, Les Cabesses et Rouge.
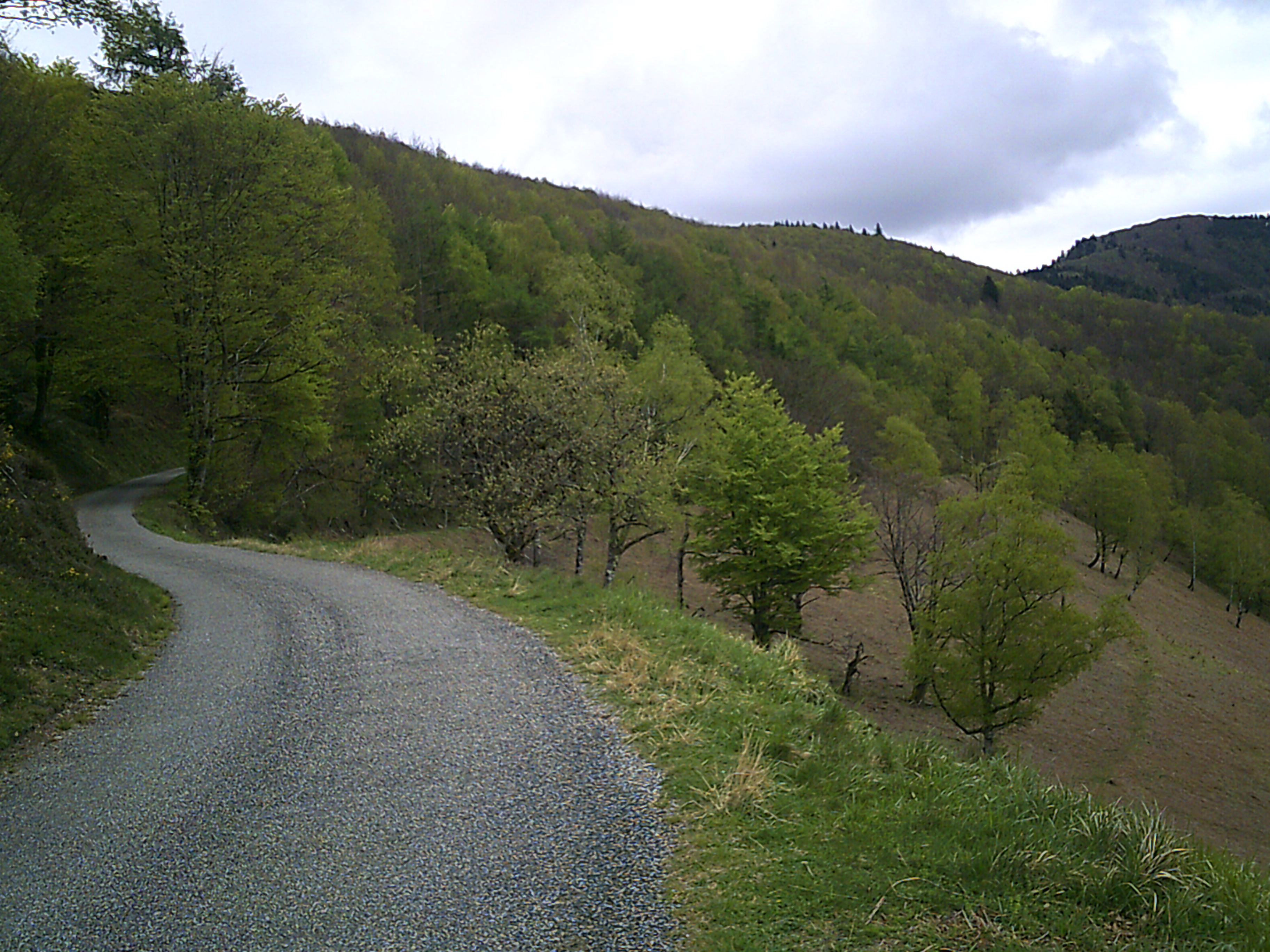
Après avoir passé le carrefour entre les routes D33 (provenant de Riverenert) et 18B (provenant de Rimont), il reste 2,8 km avant le col de la Crouzette sur cette petite route que l'on voit ici.

La montée depuis Rivèrenert (vallée du Nert) est longue de 12,59 km avec un dénivelé de 743 m et une pente moyenne de 5,9 %, bien que d'autres profils fassent commencer la montée depuis le camping du pont du Nert (414 m) au bord du Salat pour 17,3 km d'ascension, sur la route RD 33. Cependant d'ici les premiers kilomètres ne sont qu'un long faux-plat à près de 2 % de moyenne. Cette même route peut être rejointe avant Rivèrenert après avoir descendu les hameaux de Commenge pour 14,95 km de montée, ou Aulussat pour 14,25 km d'ascension. De toute façon, à partir du camping du Nert, les difficultés ne débutent réellement qu'au moulin des Cravives à un peu moins de 600 m d'altitude 8,3 km plus loin. Il s'ensuit une section de 2,9 km assez soutenue, avec des pourcentages jusqu'à 9 % jusqu'au hameau de Rouge (799 m), à laquelle succède un replat significatif sur une portion de plus de 500 m jusqu'aux Cabesses (810 m). Par la suite, une portion de 2,6 km avec une succession de lacets et des pourcentages avoisinant les 7 % permet de rejoindre la RD 18b provenant de Rimont. De là, l'ascension se termine enfin par une section finale de 2,8 km à près de 9 % de moyenne avec un maximum à 11 % sur une route plutôt rectiligne.

## Histoire

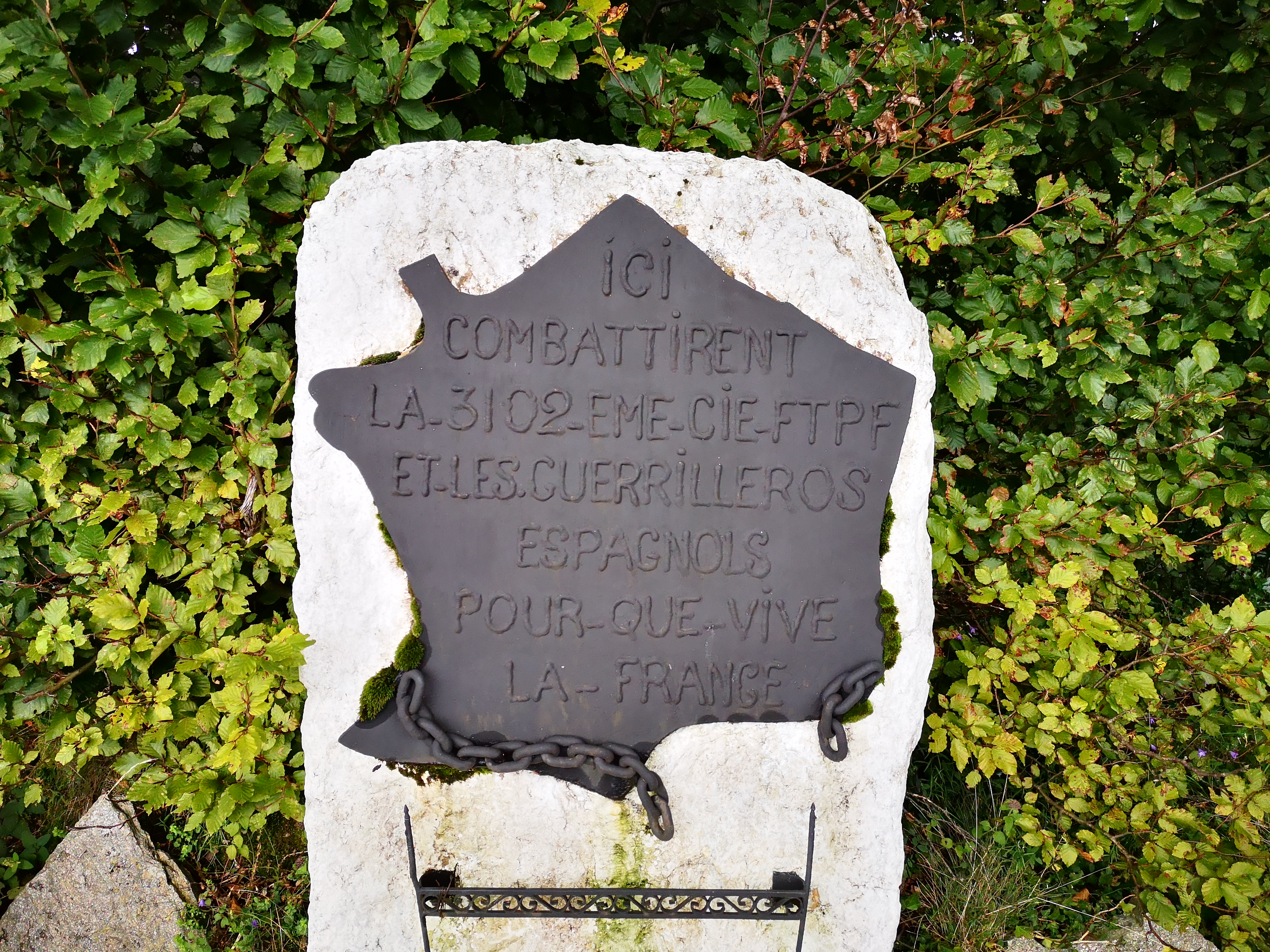
Stèle en hommage aux Résistants du maquis de la Crouzette.

Un puissant maquis de résistance dénommé « maquis de la Crouzette » a été constitué progressivement par des guérilleros espagnols rejoints progressivement par des Français des FTP. Après des harcèlements menés par ce groupe, l'occupant allemand et la Milice attaquent le 21 juillet 1944 par les quatre accès le secteur de la Crouzette et subit un revers.
La guerre prend par la suite de l'ampleur dans le Couserans et dans l'ensemble de l'Ariège ; des exactions sont commises, Paul Laffont et d'autres personnes sont assassinées.
Le 21 août 1944, une attaque menée sur Rimont par une trentaine de Résistants contre une colonne de 2 000 soldats allemands et turkestanais en retraite, cause la mort de 17 d'entre eux.
En représailles, Rimont est incendiée. Onze habitants sont fusillés, 236 immeubles sont entièrement détruits et 18 partiellement. Sur le nombre, 152 maisons d’habitations sont détruites sur 169. Ce sont 95 familles soit 321 personnes devenues sans abri. La mairie, les écoles, les archives sont anéanties.
Les attaques du maquis ariégeois se poursuivent toutefois et aboutissent le 22 août 1944 près de Castelnau-Durban à la capture de la colonne ennemie (les Allemands comptent entre 150 et 300 morts et 1 200 prisonniers, voire plus de 1 500 selon d'autres sources).

## Activités

### Cyclisme
Le col a été emprunté par le Tour de France 2008 lors de la 11e étape reliant Lannemezan à Foix mais le col qui a été pris en compte est le col de Portel (1 432 m, 1re catégorie) situé plus haut à 3,5 km de distance.
Il est également parfois grimpé par les cyclistes amateurs sur la cyclosportive L'Ariégeoise, par exemple sur les éditions 2011 et 2023.